# 奴国

漢委奴國王印

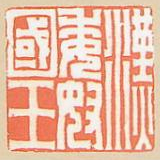
金印之印跡

奴国是日本弥生时代的一個國家，目前推測是位于今天的日本九州福岡縣西部區域，包括現在的福岡市、春日市、那珂川市、大野城市，存在時間約在公元1世纪至3世纪之間，亦是最早入貢中國的日本列島邦國。
根据《后汉书·東夷傳》所載，公元57年奴国國王向光武帝入贡。獲赐汉委奴国王印，国王受封倭奴国王。这印在江戶时代挖掘出，《魏志倭人傳》中也提到此国，在當時有二万戶人口。

## 外部連結
- 卑彌呼外交記録・倭奴國王 （日語）